# Calycopis nancea
Calycopis nancea är en fjärilsart som beskrevs av Johnson, Eisele och Enrique Macpherson 1988. Calycopis nancea ingår i släktet Calycopis och familjen juvelvingar. Inga underarter finns listade i Catalogue of Life.